# UTC-04:00
Giờ UTC–4 được dùng cho Giờ chuẩn Đại Tây Dương tại Canada trong mùa đông và là Giờ tiết kiệm ánh sáng ngày của Giờ miền Đông Bắc-Mỹ (DST) cũng như các nước khác.

## Các khu vực dùng giờ UTC−4

### Có một múi giờ, không có giờ tiết kiệm ánh sáng ngày
- Anguilla
- Antigua và Barbuda
- Aruba
- Barbados
- Bolivia
- Dominica
- Cộng hòa Dominica
- Grenada
- Guadeloupe
- Guyana
- Martinique
- Montserrat
- Antille thuộc Hà Lan
- Puerto Rico (Giờ chuẩn Đại Tây Dương)
- Saint Kitts và Nevis
- Saint Lucia
- Saint Vincent và Grenadines
- Trinidad và Tobago
- Venezuela

### Có một múi giờ, có giờ tiết kiệm ánh sáng ngày
- Bermuda*
- Quần đảo Falkland**
- Paraguay**
- Saint Pierre và Miquelon

### Các quốc gia có nhiều múi giờ
- Brasil
  - Amazonas (tất cả ngoài mũi đông nam),
  - Mato Grosso**,
  - Mato Grosso do Sul**,
  - Pará (miền tây),
  - Rondônia,
  - Roraima
- Canada (AST—Giờ chuẩn Đại Tây Dương)
  - Labrador (tất cả ngoài mũi đông nam)*,
  - New Brunswick*,
  - Nova Scotia*,
  - Đảo Prince Edward*,
  - Quebec (phía đông Sông Natashquan) (NAO)
  - Quebec (phía đông kinh tuyến 63°Tây) (CIA)
- Chile
  - Lục địa (tất cả Chile trừ Đảo Phục sinh)**
- Greenland—Kalaallit Nunaat
  - tây bắc
    - Khu vực Pituffik* (theo quy định Giờ tiết kiệm ánh sáng ngày của Hoa Kỳ)
- Quần đảo Virgin
  - Quần đảo Virgin thuộc Anh và
  - Quần đảo Virgin thuộc Mỹ (AST——Giờ chuẩn Đại Tây Dương)
- Hoa Kỳ — là giờ tiết kiệm ánh sáng ngày của Múi giờ miền Đông (Bắc Mỹ)